# القرن (الأحساء)
القرن هي قرية تتبعُ لمحافظة الأحساء في المنطقة الشرقية في المملكة العربية السعودية، وهي قري من القري الشمالية.

## الموقع
قرية القرن هي أحدي قري واحة الأحساء الشمالية. تبلغ مساحة القرية الإجمالية 120 هكتار.

## السكان
يبلغ عدد سكان القرن 4820 نسمة. كان عدد سكان القرن 630 نسمة حسب إحصائية سنة 1390 هجريًا، ثم أرتفع العدد في عام 2011 إلي 1400 نسمة.

## التاريخ
ذكرها المؤرخ جون غوردون لوريمر الذي يعد أبرز المؤرخين والجغرافيين الذين وصفوا منطقة الخليج العربي في بداية القرن العشرين في كتاب دليل الخليج، حيث هذا الكتاب موسوعة تاريخية باللغة الإنجليزية، من إصدار الحكومة البريطانية، وقدر لوريمر عدد منازلها 120 منزلاً، وذكرها أيضًا العالم الانثروبولوجي الأمريكي فريدريكو فيدال الذي اشتهر من خلال دراسته عن منطقة الأحساء، قدر عدد منازلها بنحو 72 منزلاً في كتاب واحة الأحساء، خلال عمله في قسم الأبحاث العربية في شركة أرامكو السعودية خلال الفترة من عام 1951 حتى 1971.

## واحة الأحساء
تعتبر واحة الأحساء من أكبر واحات المملكة العربية السعودية، تقع الواحة في محافظة الأحساء المنطقة الشرقية قي السعودية، وخامس موقع سعودي ينضم إلى قائمة مواقع التراث العالمي الإنساني لليونسكو، وتمتد على مساحة 160 كيلومتر مربع، تضم الواحة أكثر من مليوني نخلة، وتُعدّ من أكبر واحات النخيل الطبيعية في العالم.